# Северсталь
Северсталь — російська вертикально-інтегрована сталеливарна і гірничодобувна компанія, що володіє Череповецким металургійним комбінатом (Вологодська область), другим за величиною сталеливарним комбінатом Росії. Володіє активами в Росії, а також в Україні, в Латвії, Польщі, Італії, Ліберії. Повне найменування - Товариство з обмеженою відповідальністю «Северсталь». Компанія складається з дивізіонів «Северсталь Російська Сталь»
 і «Северсталь Ресурс».
24 березня 2022 було оголошено технічний дефолт компанії.

## Діяльність
Компанія випускає гарячекатаний і холоднокатаний сталевий прокат, гнуті профілі і труби, сортовий прокат і т. П. Основні сталеливарні підприємства, що належать компанії: Череповецький металургійний комбінат в Росії (потужність 11,6 млн т в рік).
Гірничорудний сегмент компанії представлений в Росії двома гірничозбагачувальними комбінатами: «Карельський окатиш» і «Олкон», щорічно випускають 15 млн т залізорудного концентрату, вугільною компанією «Воркутауголь» (республіка Комі), вугільною компанією PBS Coals (США) і рядом перспективних гірничодобувних ліцензій в країнах, що розвиваються світу.